# Afrasiab

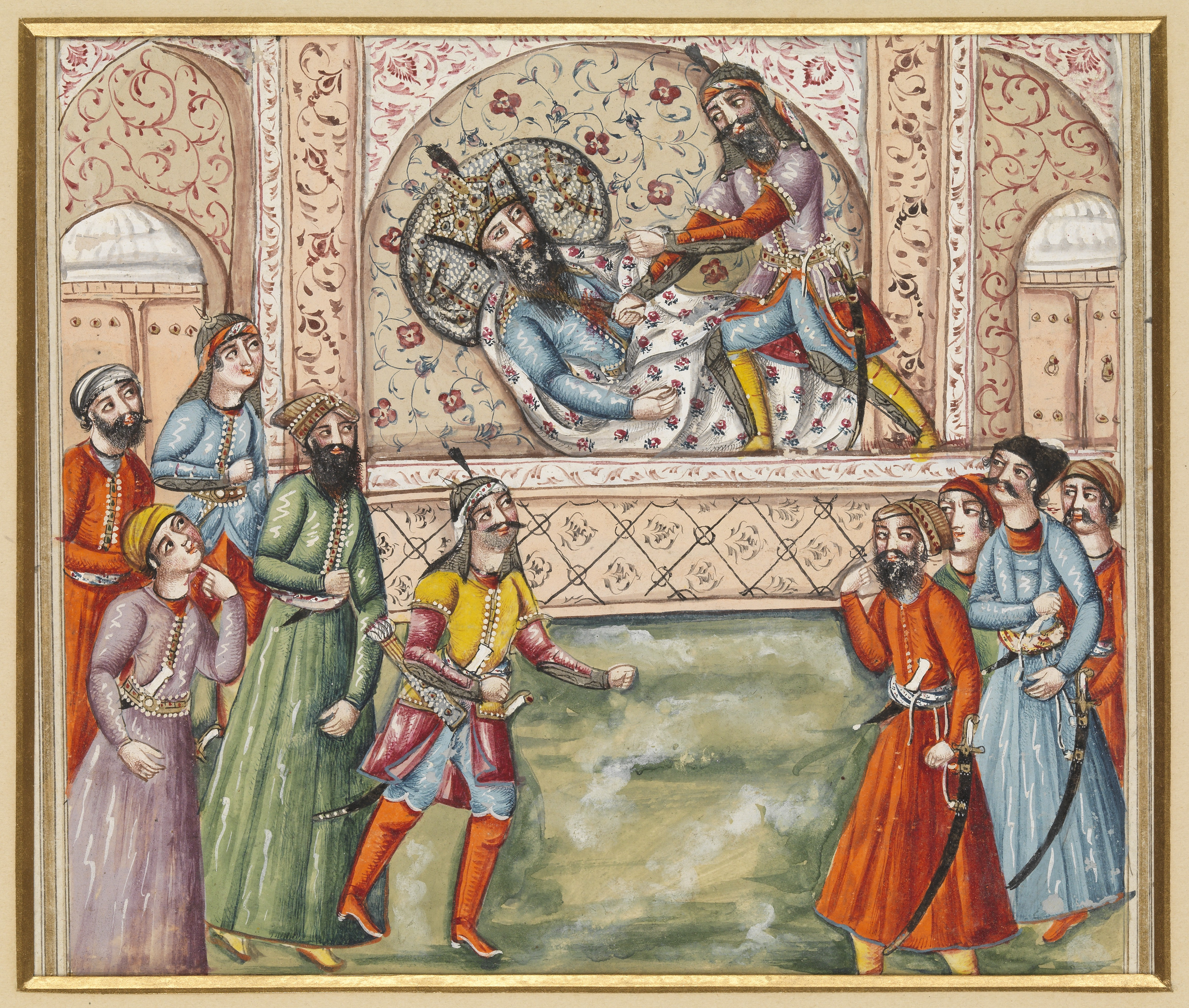
Escena del Shāhnāmé. Afrasiab (figura de pie) ejecuta a Nauzar (acostado). Wellcome Library.

Afrasiab (en persa: افراسياب‎ afrāsiyāb; en avéstico: Fraŋrasyan; idioma pahlavi: Frāsiyāv, Frāsiyāk) es el nombre del mítico rey y héroe de Turán, mencionado en el poema épico persa Shāhnāmé (libro de los reyes) del poeta Ferdousí, en el que el rey-héroe se enfrenta contra el legendario sah de Irán Kay Khosrow. El historiador Al-Biruni explica que el calendario del Imperio corasmio empieza con la llegada de Siyavash alrededor del año 1300 a. C. y se cree que puede tratarse de la misma persona. Algunos estudiosos creen que el término Khwar-Ezem deriva de Afr-Adiab.
También según Ferdousí, Afrasiab era el antepasado de los heftalitas y su nombre ha sido también reivindicado como un antepasado del Kanato Qarajánida.
La antigua ciudad de Afrasiab, con la que se asocia el nombre de este rey, fue fundada según la tradición durante los siglos VIII y VII a. C., y posee yacimientos arqueológicos que datan desde el año 500 a. C. al siglo XIII. Los hallazgos arqueológicos se conservan en el Museo Afrasiab de la ciudad, y contiene los peones de ajedrez más antiguos de la historia. Las pinturas murales de la ciudad son también muy conocidas.

## Mitología
Según el Shāhnāmé (Libro de los Reyes), del poeta épico persa Ferdousí, Afrasiab era el rey y héroe de Turán y un archienemigo de Irán. En la mitología iraní, es considerado, con diferencia, el más destacado de todos los reyes turanios; es un guerrero formidable, un general hábil y un agente de Angra Mainyu, quien está dotado de poderes mágicos de engaño para destruir la civilización iraní. Es hermano de Garsivaz e hijo de Pashang.
Según fuentes islámicas, Afrasiab era descendiente de Tūr (avéstico: Tūriya- ), uno de los tres hijos del mítico rey iraní Fereydun (los otros dos hijos eran Salm e Iraj). En el Bundahishn, se le nombra como el séptimo nieto de Tūr. En las tradiciones avésticas, su epíteto común mairya- (engañoso, villano) puede interpretarse en el sentido de «hombre malvado». Vivía en una fortaleza subterránea hecha de metal, llamada Hanakana.
Según fuentes avésticas, fue asesinado por Haoma cerca de Čīčhast (posiblemente refiriéndose al lago Hamún en Sistán o a algún lago desconocido en la actual Asia Central), y según el Shāhnāmé encontró la muerte en una cueva conocida como Hang-e Afrasiab, o el lugar moribundo de Afrasiab, en la cima de una montaña en Azerbaiyán. El fugitivo Afrasiab, después de haber sido derrotado repetidamente por los ejércitos de su adversario, el mítico rey de Irán Kay Khosrow (que resultó ser su propio nieto, a través de su hija Farangis), deambuló miserable y temerosamente, y finalmente se refugió en esta cueva y murió.

## Hipótesis
Según Ernst Hertzfeld el nombre de Parsondes es etimológicamente idéntico al nombre Afrasiab. Tabari en sus obras menciona el derivado Afrasiab/Aspandiat bajo el nombre del rey heftalita Akhshunvar o Akhshunvaz.

## Véase  también
- Afrasiab (lugar arqueológico)
- Museo Afrasiab de Samarcanda